# Narcyz (obraz Caravaggia)
Narcyz – obraz olejny przypisywany włoskiemu malarzowi barokowemu, Caravaggiowi. Atrybucja obrazu nie jest pewna, nie zachowały się dokumenty świadczące bezpośrednio o jego autorstwie. Znane jest jedynie pozwolenie na wywóz z 1645, w którym wzmiankowany jest obraz Caravaggia o tym temacie i podobnych rozmiarach. Analiza dzieła, przeprowadzona w czasie konserwacji, i porównanie z innymi obrazami malarza wydają się potwierdzać autorstwo Caravaggia. Przyjmuje się, że obraz powstał w latach 1597–1599 w czasie, gdy malarz znajdował się pod opieką swojego pierwszego wielkiego protektora, kardynała Francesca Marii Bourbona del Montego, jednego z czołowych rzymskich koneserów sztuki. Obecnie płótno znajduje się w zbiorach Galleria Nazionale d’Arte Antica w Rzymie.

## Opis obrazu
Tematem obrazu jest postać Narcyza, bohatera mitu opowiedzianego przez Owidiusza w Metamorfozach. Artysta namalował młodego i pięknego młodzieńca, który klęcząc pochyla się nad spokojnym lustrem wody. Narcyz przedstawiony został w niewygodnej pozycji, wspiera się na rękach, a jego ciało jest mocno pochylone do przodu. Strój i uczesanie są typowe dla epoki, w której żył autor obrazu, nie zawierają żadnych mitologicznych odniesień. Delikatna twarz, długie włosy i wykwintna koszula mogą sugerować zniewieścienie modela, typowe dla wczesnych obrazów Caravaggia.
Narcyz zapatrzony jest we własne odbicie, nie może oderwać wzroku i sprawia wrażenie zahipnotyzowanego. Jego zastygła twarz jest smutna, wyraża niespełnioną tęsknotę do tego, co niemożliwe. Odbicie w wodzie, chociaż wyraźne, jest nieco zamglone, bardziej wyeksponowane są części ciała i ubioru, które mocniej odbijają światło.
Obraz ma ciemne tło i jest prawie monochromatyczny, dominują odcienie brązu. Postać wyłania się z mroku, oświetlona ze źródła ostrego światła umieszczonego z lewej strony. Ręce, twarz, jedno kolano i koszula są silnie oświetlone i nadają całości głębi. Kompozycja jest ciasna, sylwetka Narcyza i jej odbicie wypełniają niemal całą przestrzeń płótna.

## Interpretacje i odniesienia

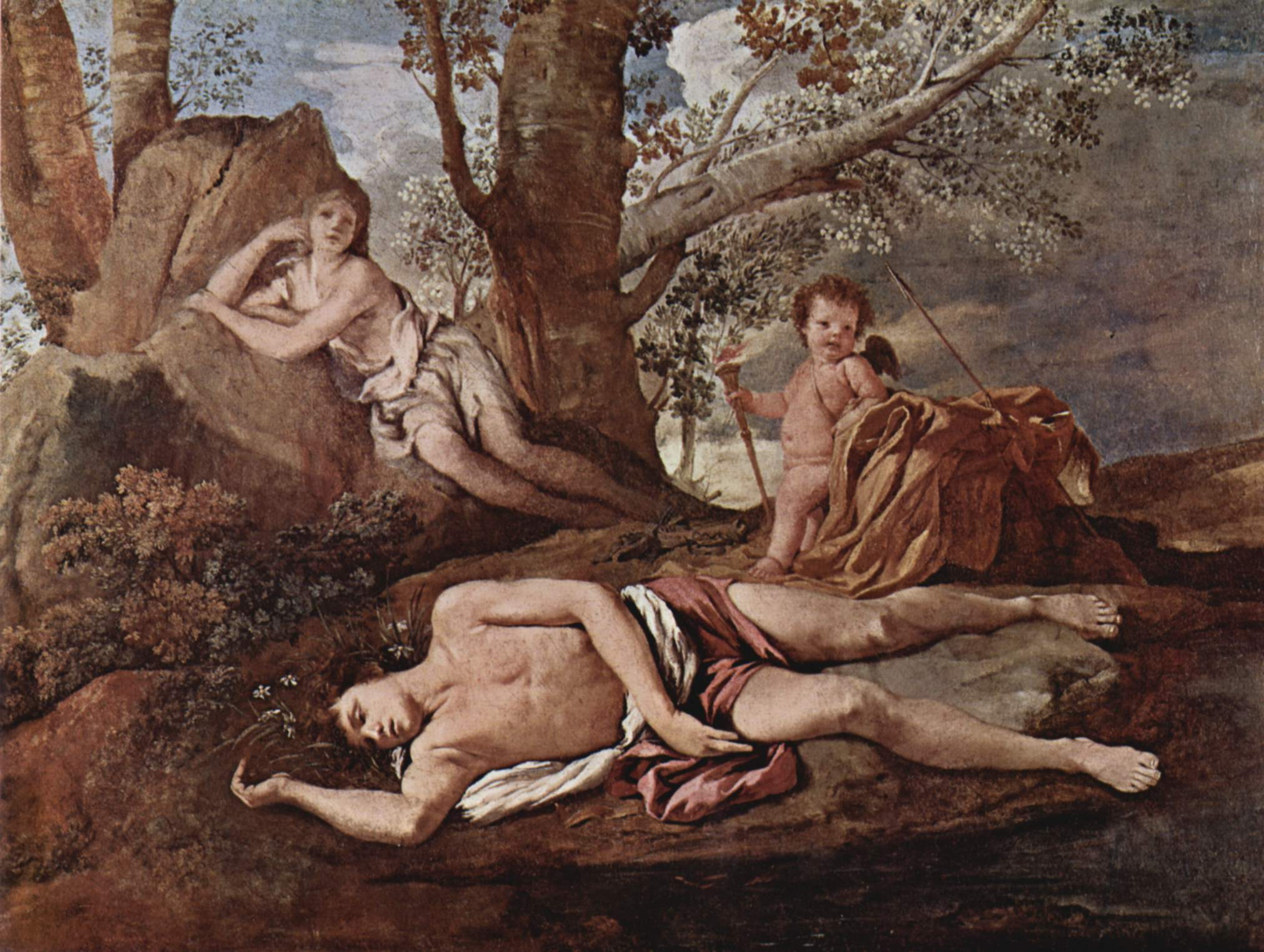
Nicolas Poussin Narcyz, obraz z około 1629-1630. Mimo że przedstawia ten sam temat i pochodzi z tej samej epoki, przedstawia zupełnie odmienną wizję i manierę malarską

Mit o Narcyzie jest mocno zakorzeniony w kulturze. Jego postać znajduje się na freskach odkrytych w Pompejach, malowali go m.in. Nicolas Poussin, Claude Lorrain, John William Waterhouse i Salvador Dali, pisali o nim także polscy twórcy, tacy jak Zbigniew Herbert i Maria Jasnorzewska-Pawlikowska. Jest on symbolem miłości własnej, odwrócenia się od świata, egotyzmu i egoizmu. Autor obrazu posunął się nawet dalej, według Owidiusza, Narcyz ujrzał swoje odbicie w zdroju lub potoku w pięknym i spokojnym otoczeniu. Na obrazie widzimy natomiast burą kałużę, a nachylanie się nad nią może symbolizować upadek lub nawet obłęd.
Obraz Caravaggia może być też traktowany jako alegoria malarstwa. Dwie dłonie postaci mogą stanowić opowieść o akcie tworzenia obrazu.